# Sesso in confessionale
Sesso in confessionale es una película italiana dirigida en 1974 por Vittorio de Sisti.
En esta película Morricone nos ofrece una partitura casi experimental, sin ninguna melodía romántica, algo que crea un entorno angustioso en los protagonistas.

## Sinopsis
Se trata de un documental. El tema es la investigación sobre cuestiones comunes, por parte de los profesionales del sexo, con la participación de un teólogo (it:Carmine Benincasa), un psicólogo (Emilio Servadio), una terapeuta sexual (Luigi De Marchi) y una periodista (Patrizia Carrano). Las conversaciones entre un sacerdote y una penitente ofrecen pistas de los distintos argumentos.